# Marie-Jeanne de Mailly
Marie-Jeanne de Mailly, född de Talleyrand-Perigord 1747, död 1792, var en fransk hovfunktionär. Hon var dame d'atour till drottning Marie Antoinette åren 1775–1781. 

## Biografi
Marie-Jeanne de Mailly var dotter till greve Gabriel-Marie de Talleyrand-Périgord (1726–1797) och Marie-Françoise-Marguerite de Talleyrand-Périgord och gifte sig 1762 med markis (från 1777 hertig) Louis-Marie de Mailly (1744–1795).
Marie-Jeanne de Maillys mor hade varit hovdam, vilket på denna tid räknades som en rekommendation för henne till yrket. Hon utnämndes 1770 till hovdam, dame pour accompagner la dauphine hos Marie Antoinette vid dennas ankomst till Frankrike, och fick sedan automatiskt titeln dame du palais (statsfru) när denna blev drottning 1774. 23 september 1775 befordrades hon slutligen till dame d'atour när Laure-Auguste de Fitz-James befordrades, och överlät sin gamla funktion till Colette-Marie-Paule-Hortense-Bernardine de La Roche-Aymon.
Marie-Jeanne de Mailly beskrevs av Österrikes ambassadör Florimond Claude de Mercy-Argenteau som kvick, intelligent, gladlynt och godhjärtad, och som en hederlig person som höll sig utanför alla hovintriger. Hon var en populär person vid hovet och kom väl överens med Marie Antoinette, som kallade henne Ma Grande. När hon förlorade sin son väckte Marie Antoinette positivt uppseende genom att besöka henne, eftersom det normalt inte var sed för medlemmar av kungahuset att besöka anställda som hade sorg, och detta gav därför kungahuset positiv publicitet och blev omtalat. Mailly tillhörde de som år 1775 motsatte sig drottningens återinförande av posten Surintendante de la Maison de la Reine.
Som dame d'atour hade hon den tredje viktigaste tjänsten i drottningens hushåll och fick det högsta ansvaret för drottningens garderob, som på denna tid kom att få en stor ekonomisk och propagandamässig roll i Frankrike. Hennes tjänstgöringsperiod var en tid då Marie Antoinettes intresse för mode väcktes och hennes utgifter ökade till astronomiska proportioner. Mailly tycks inte ha motarbetat denna utveckling, och tycks ha samarbetat väl med Rose Bertin. Hon avgick i november 1781 och efterträddes av Geneviève d'Ossun, som inledde en flerårig process med att minska utgifterna för drottningens garderob.